# Ochta-tsentr

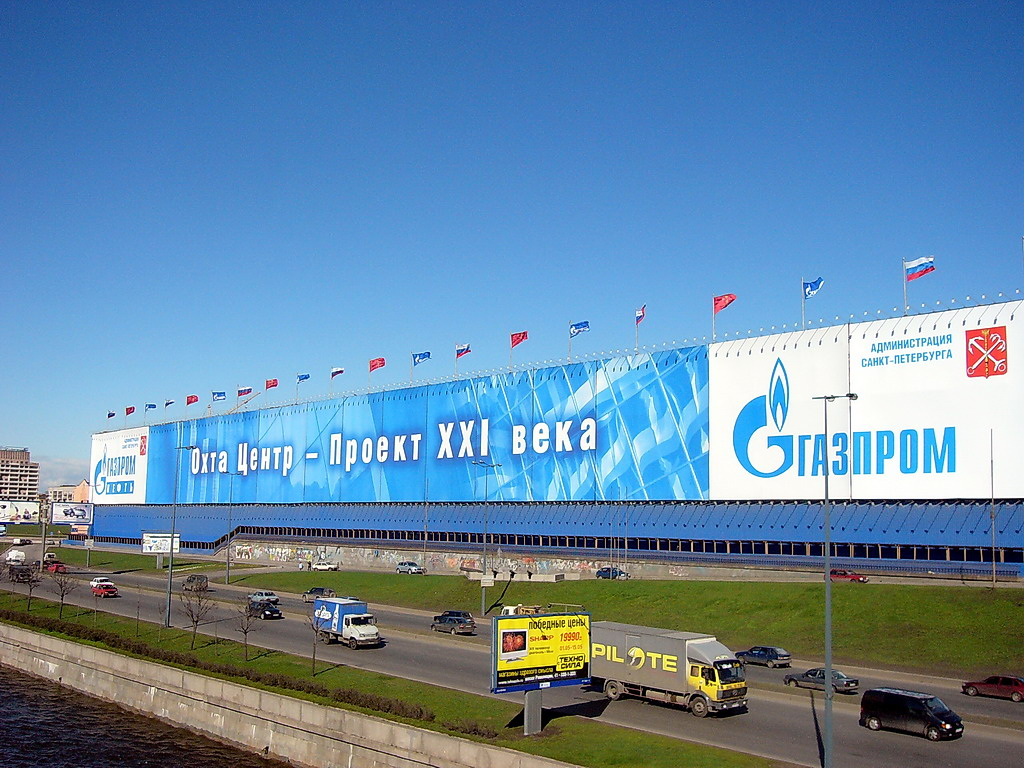
Bouwplaats van het Ochta-tsentr. Op het bord staat de tekst: "Ochta-tsentr is het project van de 21e eeuw" en boven het bord wapperen de vlaggen van Sint-Petersburg, Rusland en Gazprom

Ochta-tsentr (Russisch: Охта-центр; "Ochta-centrum"), tot maart 2007 Gazprom City (Russisch: Газпром-сити; Gazprom-siti) genoemd, was een gepland zakencentrum met een 320 meter hoge toren aan de rechteroever van de Neva, in het district Krasnogvardejski van de Russische stad Sint-Petersburg.
Met name de toren was omstreden vanwege haar positie tegenover de historische binnenstad van Sint-Petersburg en het feit dat in dit gebied de eigenlijke maximale officiële bouwhoogte 42 meter (48 meter bij goedkeuring door deskundigen) bedraagt. Om deze redenen boycotten Russische architecten de wedstrijd voor het ontwerp van de toren. Het ontwerp werd uiteindelijk een spiraalvormige toren.
In 2010 werd het project in enigszins gewijzigde vorm verplaatst naar de wijk Lachta aan de noordwestrand van Sint-Petersburg, onder de naam Lachta-tsentr.

## Geschiedenis
Op 15 november 2006 verklaarden CEO Aleksej Miller van het Russische oliebedrijf Gazprom neft en de burgemeester van Sint-Petersburg Valentina Matvienko dat Sibneft het nieuwe zakencentrum Gazprom City zou bouwen, waarvan een 300 meter hoge toren deel uit zou maken met haar hoofdkantoor op de rechteroever van de Nevarivier tegenover de Smolny-kathedraal. Op 20 maart 2006 tekenden Gazprom en de stad een contract, waarin stond dat Sibneft na de verhuizing naar de stad, die in de nabije toekomst zou moeten plaatsvinden, jaarlijks 20 miljoen roebel aan belastingen zou afdragen aan de stad, terwijl de stadsautoriteiten beloofden om 60 miljoen roebel in de bouw te zullen steken verspreid over tien jaar. Aleksej Miller verklaarde dat hij "een goed gevoel heeft dat de burgers van Sint-Petersburg trots zullen zijn op deze nieuwe architectonische meesterwerken". De directeur van de Hermitage Michail Pjotrovski, de Unie van Architecten van Sint-Petersburg en veel burgers van de stad waren echter tegen het plan. UNESCO-werelderfgoeddirecteur Francesco Bandarin herinnerde Rusland in december 2006 eraan dat, omdat het historisch centrum op de Werelderfgoedlijst staat, de Russische staat verantwoordelijk is voor het behoud hiervan en sprak zijn zorgen uit over het project.
Voor het ontwerp van de toren werd een wedstrijd uitgeschreven, waaraan alleen buitenlandse architecten meededen. Op 1 december 2006 werd bekendgemaakt dat het ontwerp van het Engelse bedrijf RMJM London Ltd. was gekozen door de stemmers. Het complex moest voltooid zijn in 2016 en de toren, dat het pronkstuk zou vormen moest in 2012 worden voltooid en ongeveer 100 verdiepingen gaan tellen. Het complex had een geplande omvang van 70 hectare, waarvan 4,6 hectare gereserveerd was voor de toren. Het hele terrein omvatte een miljoen vierkante meter.
In maart 2007 werd het project hernoemd tot Ochta-tsentr (naar de rivier de Ochta) en werd bekendgemaakt dat Gazprom neft 51% van de kosten van het project zou gaan dragen en het stadsbestuur 49%. De kosten voor Gazprom werden echter grotendeels gecompenseerd door belastingvoordelen.
In 2010 werd het project in nog grotere vorm verplaatst naar de wijk Lachta aan de noordwestrand van Sint-Petersburg, onder de naam Lachta-tsentr. De eerste fundamenten werden daar gegoten in maart 2015.